# Guilin
Guilin er en kinesisk storby i Guangxi i Sydkina ved Kinas kyst mod Det Sydkinesiske Hav og grænsen mod Vietnam. Befolkningen indenfor bygrænserne anslås (2006) til 670.000, men hele storbyområdet har 1,34 millioner indbyggere. Byen var engang hovedstaden i Guangxi. 
Guilin er et transportcenter med gode forbindelser til omverdenen med jernbane, flodtransport og landeveje. Her produceres papirprodukter, tekstiler, kemikalier og jordbrugsudstyr. I området udvindes der mineraler som tin og wolfram. 
Guilin er kendt for sine smukke landskaber som ofte gengives i kinesiske landskabsmalerier. Der er en række kendte buddhistiske templer i dette område. 
Under anden verdenskrig havde amerikanerne en flybase her.

## Klima
| Vejr for Guilin                   | Vejr for Guilin | Vejr for Guilin | Vejr for Guilin | Vejr for Guilin | Vejr for Guilin | Vejr for Guilin | Vejr for Guilin | Vejr for Guilin | Vejr for Guilin | Vejr for Guilin | Vejr for Guilin | Vejr for Guilin | Vejr for Guilin |
|                                   | Jan             | Feb             | Mar             | Apr             | Maj             | Jun             | Jul             | Aug             | Sep             | Okt             | Nov             | Dec             | År              |
| --------------------------------- | --------------- | --------------- | --------------- | --------------- | --------------- | --------------- | --------------- | --------------- | --------------- | --------------- | --------------- | --------------- | --------------- |
| Gennemsnitlig maks °C             | 11,5            | 12,7            | 16,5            | 22,7            | 27,1            | 30,4            | 32,6            | 32,8            | 30,3            | 25,6            | 20,2            | 15,2            | 23,1            |
| Gennemsnitlig min °C              | 5,4             | 7               | 10,4            | 15,9            | 20,1            | 23,4            | 24,8            | 24,5            | 21,9            | 17,3            | 12,1            | 7,3             | 15,8            |
| Gennemsnitlig nedbør mm           | 63              | 97              | 137             | 247             | 352             | 347             | 231             | 173             | 82              | 66              | 64              | 43              | 1.902           |
| Kilde (27. februar 2019): TurVejr |                 |                 |                 |                 |                 |                 |                 |                 |                 |                 |                 |                 |                 |